# Chuyến bay 873 của Uni Air
Chuyến bay 873 của Uni Air (B7873/UIA873) là chuyến bay chở khách nội địa Đài Loan giữa Đài Bắc và Hoa Liên đã bốc cháy bởi vụ nổ sau khi hạ cánh tại sân bay Hoa Liên, Đài Loan, vào ngày 24 tháng 8 năm 1999, khiến 27 người bị thương và 1 người chết.

## Máy bay

B-17912, chiếc máy bay gặp tai nạn, được chụp vào tháng 6 năm 1998

Máy bay là một chiếc McDonnell Douglas MD-90-30, msn 53536/2160, đăng ký B-17912. Chiếc MD-90 thực hiện chuyến bay đầu tiên vào ngày 1 tháng 11 năm 1996 và giao hàng cho Uni Air 29 ngày sau đó.

## Tai nạn

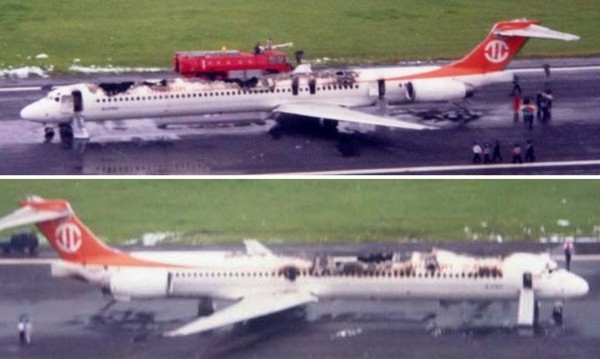
Chiếc MD-90 sau khi bị cháy

Chuyến bay 873 khởi hành từ sân bay Tùng Sơn Đài Bắc (TSA) đến sân bay Hoa Liên (HUN). Nó chở 90 hành khách và 6 phi hành đoàn. Ngay sau khi hạ cánh, lúc 12:36 giờ địa phương, một vụ nổ ở phần trước của khoang hành khách, xuất hiện khói và sau đó là lửa. Các phi công đã phanh ngay lập tức, và một cuộc sơ tán khẩn cấp đã được bắt đầu. Sau khi một phi công kêu gọi giúp đỡ, các đội cứu hỏa ở sân bay Hoa Liên và Cánh Không quân đã nhanh chóng dập tắt đám cháy. Đám cháy được dập tắt lúc 13:45 WST (trong vòng chưa đầy một giờ).
Trong khi phần trên của thân máy bay đã bị phá hủy hoàn toàn, tất cả 96 người trong số đó đã được sơ tán an toàn.14 hành khách bị thương nặng, trong khi 14 người khác bị thương nhẹ từ vụ nổ. Hầu hết các hành khách bị thương đều bỏng. Một hành khách bị thương nặng đã chết 47 ngày sau vụ tai nạn, trong khi một hành khách khác bị sảy thai 26 tuần tuổi.

## Điều tra
Sau vụ tai nạn, Ủy ban An toàn Giao thông Đài Loan thành lập Đội Điều tra Tai nạn. Phát hiện ban đầu cho thấy các yếu tố liên quan đến vụ tai nạn không chỉ liên quan đến an toàn hàng không. Cuộc điều tra sau đó tiết lộ rằng cựu thủ tướng Đài Loan Ku Chin-shui, người vắng mặt trong chuyến bay, đã đưa chai chất lỏng dễ cháy cho cháu trai của mình để vận chuyển.
Một báo cáo của Hội đồng An toàn Hàng không cho biết người ta nghĩ rằng các chai được niêm phong không chính xác và khói xăng bị rò rỉ, sau đó đã bốc cháy khi một ắc quy trong khoang hành lý trên cao gần đó bị xô đẩy, xả ra một hồ quang điện. Ku ban đầu bị kết án 10 năm tù, được rút ngắn xuống còn 7 năm rưỡi sau khi kháng cáo. Bản tái thẩm thứ 5 nhận thấy ông ta không có tội sau khi thẩm phán nói rằng mặc dù Ku đã yêu cầu cháu trai của mình mang theo một chai thuốc tẩy trong hành lý, nhưng những mảnh vỡ có kết quả dương tính với xăng không chỉ giới hạn ở những mảnh vỡ của chai.

## Mô phỏng
Chuyến bay 873 của Uni Air - Mô phỏng tai nạn (https://www.youtube.com/watch?v=nLd602JC7Yw)